# Schizaea incurvata
Schizaea incurvata là một loài dương xỉ trong họ Schizaeaceae. Loài này được Schkuhr mô tả khoa học đầu tiên năm 1809.